# نحن أيضا مشينا على القمر (فلم)
نحنُ أيضًا مشينا على القمر هو فيلم جزائري كونغولي صدرَ عام 2009 للمخرج بالوفو باكوبا-كانيندا.

## القصّة
تدور أحداثُ الفيلم في عام 1969 في كينشاسا الكونغو حينما هبطَ الأمريكيون على سطحِ القمر في 21 من تمّوز/يوليو من ذلك العام. ينتظرُ الزوج تانجا وزوجته نيكا الأخت مويزي لمشاهدة «أمسية القمر» رفقةَ شقيق نيكا المدعو مونتو-وا-بانتو. طال الانتظارُ ولم تظهر بعد الأخت مويزي لذا يُقرِّر مونتو-وا-بانتو حمل راديو الترانزستور وتقريبهِ من أذنه ثمّ يبدأُ التحديق في القمر. يُريد مونتو أن يرى الخطوات الأولى للبشريّة على القمر بنفسه، لكنه يفشلُ في التوفيق بين التعليق الإذاعي وما يراه ثم يبدأُ في التشكيك في مسافة القمر عن الأرض إلى أن يُقرر هو نفسه أن يمشي أيضًا على القمر.